# Município de Stonelick (condado de Clermont, Ohio)
O município de Stonelick (em inglês: Stonelick Township) é um município localizado no condado de Clermont no estado estadounidense de Ohio. No ano de 2010 tinha uma população de 5.890 habitantes e uma densidade populacional de 76,73 pessoas por km².

## Geografia
O município de Stonelick encontra-se localizado nas coordenadas 39° 08′ 43″ N, 84° 08′ 49″ O. Segundo a Departamento do Censo dos Estados Unidos, o município tem uma superfície total de 76.76 km², da qual 76.35 km² correspondem a terra firme e (0.53%) 0.41 km² é água.

## Demografia
Segundo o censo de 2010, tinha 5.890 habitantes residindo no município de Stonelick. A densidade populacional era de 76,73 hab./km². Dos 5.890 habitantes, o município de Stonelick estava composto pelo 98.05% brancos, o 0.15% eram afroamericanos, o 0.12% eram amerindios, o 0.15% eram asiáticos, o 0.02% eram insulares do Pacífico, o 0.2% eram de outras raças e o 1.31% pertenciam a duas ou mais raças. Do total da população o 0.97% eram hispanos ou latinos de qualquer raça.